# Neith
Neith (anche nota come Nit, Net e Neit) è una divinità egizia appartenente alla religione dell'antico Egitto. Era la patrona di Sais, nel Delta occidentale.

| n · t | R25 | B1 |

Originariamente Neith fu la dea della caccia e della guerra ed ebbe come simboli di potere, come la città stessa di Sais, due frecce incrociate sopra uno scudo come corona divina e il bastone uadj come scettro di potere.

Nella forma antica, come divinità della guerra, era considerata artefice delle armi dei guerrieri e guardiana dei morti in battaglia.
Comunque il suo simbolo poteva anche essere interpretato come un telaio, cosicché Neith divenne la dea della tessitura, da cui derivò il nome di tessitrice. In questo ruolo di dea delle arti domestiche era protettrice delle donne e guardiana del matrimonio.
Le donne della famiglia reale aggiunsero spesso il nome teoforo al loro in suo onore.
La dea della guerra fu anche associata alla morte; si pensava che Neith avvolgesse i corpi dei morti con le bende nella imbalsamazione. Così divenne protettrice di uno dei quattro Figli di Horo, Duamutef, la deificazione del canopo che conteneva lo stomaco e il cui coperchio raffigurava la testa di uno sciacallo.
Nel tempo, poiché il suo nome poteva anche essere interpretato con il significato di "acqua", Neith fu considerata la personificazione delle acque primordiali della creazione, nella Ogdoade, e quindi madre di Ra.
Come dea delle acque fu anche considerata madre di Sobek e raffigurata mentre allatta un piccolo coccodrillo.
In tempi più recenti, la dea della guerra e della morte fu identificata con Nefti, e quindi considerata moglie di Seth.
Nell'iconografia, Neith appare come una donna con una spola di telaio sulla testa, con in mano un arco e delle frecce. Viene anche rappresentata come una donna con la testa di leonessa, di serpente o di mucca.
Una grande festa, chiamata la Festa delle Lampade, si teneva ogni anno in suo onore. Dal racconto di Erodoto sappiamo che i devoti della dea durante la celebrazione notturna accendevano centinaia di luci all'aria aperta.
Alcuni studiosi hanno ipotizzato che Neith possa corrispondere alla dea punica Tanit (Ta-Nit).
Platone nel Timeo afferma che i cittadini di Sais la accomunavano alla dea greca Atena.